# Madre Matilda
Madre Matilda fue una banda peruana de rock alternativo formada en 1996. En 1998 lanzó su primer álbum Madre Matilda, y tras colocar algunos sencillos en las radios locales como «Viento stereo» y «Nora», la banda firmó con Sony Music Perú y editó Círculos con el cual la banda logró entrar en la programación de medios nacionales e internacionales como MTV Latino. Tuvo muchos cambios en su formación, siendo la vocalista Pierina Less la única miembro original que se mantuvo hasta su disolución. Entre las principales influencias de la banda estuvieron Garbage, The Cardigans, entre otros. A fines de 2002 la vocalista anunció el fin la banda.

## Historia

### Inicios y formación
En 1995 Carlos Salas, Pierina Less y Giorgio Bertoli se conocieron en las aulas del IPP.
Por esos años, Bertoli y Salas integraban la banda La Joven Yolanda, y en 1996, tras escuchar cantar a Pierina Less, decidieron invitarla a formar parte de una nueva banda; al aceptar, la banda decide cambiar de nombre por el de Madre Matilda, por la canción de Pink Floyd, Matilda Mother. Con la incorporación de Juan José Sandoval en el bajo, el cuarteto se completa e inició su carrera en el circuito local. Todo el año 1996 estuvieron ensayando y preparando la maqueta de lo que vendría ser el disco debut de la banda. En 1997 tocaron en escenarios como La Noche de Barranco, Sargento Pimienta, y otros locales barranquinos, así como también participaron en la Feria de Punta Rocas.

### Madre Matilda(1998)
En 1997 grabaron Madre Matilda, su primer disco en el Estudio El Techo. 
El 18 de abril de 1998, la banda presentó su primer CD oficial bajo el sello Discos Hispanos. El disco fue presentado en el Sargento Pimienta de Barranco. Grabaron el videoclip del tema «Entre tus brazos». En diciembre Bertoli se alejó del grupo y en su reemplazo ingresó Jorge Olazo. Y algunos temas como «Viento stéreo» y «Nora» comenzaban a sonar en las radios limeñas. 
A principios de 1999, el grupo comenzó su trabajo de preproducción de lo que sería su segundo disco y grabó un primera demo con una decena de canciones nuevas. El material que era de un estilo pop electrónico al estilo Garbage fue presentado a la Sony Music del Perú, que aceptó la propuesta. Pelo Madueño (vocalista de La Liga del Sueño) fue el productor del disco. En noviembre de 1999 ya estaba listo el segundo demo. El disco fue grabado entre enero y febrero en un estudio armado en la casa de Pelo con la participación del sonidista y productor, Claudio Quiñones. Pero antes de ser editado el disco, Coco Berenz y Juan Jóse Sandoval salieron de Madre Matilda, ingresando a reemplazarlos Chisco Ramos y Vitucho Malásquez, respectivamente. De estos, sólo Vitucho Malásquez se quedaría como miembro estable.

### Círculos(2000-2002)
En el 2000 la banda lanza su segunda producción titulada Círculos y a la vez Carlos Salas se retira de la banda por motivos personales. En marzo lanzan el videoclip del tema «Círculos» dirigido por July Naters y Segio Paris. La formación de la banda era Pierina Less (voz), Vitucho Malasquez (bajo), Jorge Olazo (batería), como miembros estables y Chisco Ramos (guitarra) músico invitado. El disco contiene una versión al estilo de la banda del vals peruano «Regresa» del compositor Augusto Polo Campos.
 En julio el tema «Manos blancas» forma parte de la banda sonora de la película peruana Ciudad de M, el disco fue producido por Sony Music, y ese mismo mes son invitados a participar de la Feria del Hogar. 
En agosto de 2001 la banda graba el videoclip del tema «De cabeza». En noviembre se presentan en el Lima Music Fest 2001, festival organizado por la cadena MTV Latinoamérica en el Perú. Este mismo año la banda graba su tercer videoclip, del tema «Sin llorar», dirigido por Eddy Romero participan Pierina Less, Jorge Olazo, Franco Cimmino, Claudio Cabrera.
Para la presentación del grupo de rock La Ley en Perú la vocalista del grupo Pierina Less es invitada para cantar a dúo con Beto Cuevas el tema «El duelo».
En el año 2002 la banda hace presentaciones continuas en diversos locales de Lima; Vitucho Malasquez sale de la banda, mientras la banda participa en el mes de junio en el Festival 100% Rock I, y participan en el Gran estelar de la Feria del Hogar en el mes de agosto.
La banda forma parte del soundtrack de la película Muerto de amor, con los temas «Tragando el polvo» y «Reflejada».
Para los finales del año 2002 la banda ya estaba trabajando en la composición de nuevos temas para la tercera placa discográfica, pero se truncaron ya que la banda entró en receso por un tiempo indeterminado, y la presentación en el festival 100% Rock II, fue de las últimas presentaciones de la banda y presentándose por última vez en un concierto privado.

### Disolución y proyectos posteriores
Para fines del 2002 la banda entra en inactividad y para el 2003 Pierina Less confirma la separación del grupo. En el 2007 Pierina Less lanza su disco como solista titulado Órbita y en el 2009 su segunda producción Lady Jazz que es un disco netamente de jazz a diferencia de su primer disco que fue pop rock. Los demás integrantes también seguirían carreras en solitario o en grupos como Carlos Salas, Giorgio Bertoli, Claudio Cabrera, Jorge Olazo.

## Discografía

### Álbumes de estudio
- Madre Matilda (1998)
- Círculos (2000)